# Копистирин
Кописти́рин — село в Україні, у Шаргородській міській громаді Жмеринського району Вінницької області. Населення становить 871 особа.

## Історія
1431 року тут сталася битва під час війни князя русько-литовського Свидригайла проти Польщі. Пізніше, 8 вересня 1487 року, під Копистирином сталася битва, у якій коронне військо розбило татарську орду.
Миколай Язловецький 1585 р. просив дозволу Яна Замойського для закладення оборонного замку в Копистирині біля кордону Поділля, будівництво було розпочате.
Під час організованого радянською владою Голодомору 1932—1933 років померло щонайменше 304 жителі села.
У роки Другої світової війни діяло гетто, куди нацистами насильно зганялися євреї для компактного мешкання та подальших репресій.
12 червня 2020 року відповідно до Розпорядження Кабінету Міністрів України № 707-р «Про визначення адміністративних центрів та затвердження територій територіальних громад Вінницької області» увійшло до складу Шаргородської міської громади.
17 липня 2020 року, в результаті адміністративно-територіальної реформи та ліквідації Шаргородського району, село увійшло до складу Жмеринського району Вінницької області.

## Відомі уродженці
- Домбровський Тиміш Якович
- Поданчук Василь Денисович (1902 — 1970) — український економіко-географ, кандидат педагогічних наук, доцент Київського національного університету імені Тараса Шевченка.
- Тітюцький Дмитро Олександрович
- Юхименко Віталій Дем'янович (1952) — народний артист України, художній керівник Київського академічного вокально-хореографічного ансамблю «Україночка».

## Поховані
- Заремба Сергій Захарович — український історик.

## Пам'ятки
- На околиці села знаходиться об'єкт природно-заповідного фонду — ботанічний заказник місцевого значення Копистирин